# Gonystylaceae
Famille
Les Gonystylaceae sont une famille de plantes dites eudicotylédones en classification phylogénétique. Une famille sous ce nom est ainsi parfois reconnue par les systèmes de taxonomie végétale, mais pas par les classifications APG de 1998 et APG II de 2003, celles-ci incluant les plantes concernées dans la famille des Thymelaeaceae.
S'il était validé ce groupe serait une petite famille comprenant un seul genre et 30 espèces tropicales vivant en Malaisie.

## Étymologie
Le mot Gonystylaceae vient du latin gonystylus lui-même issu du grec gony (genou) et stylos (pilier) pour qualifier les styles géniculés de ce groupe de plantes.

## Gonystylaceae versus Thymelaeaceae
D'après Watson & Dallwitz les Gonystylacées « semblent différer des Thymelaeacées par le port, l'inflorescence et la forme du fruit, ainsi que par les données enregistrées sur l'anatomie des feuilles et des parties ligneuses ».